# 4584 Akan
4584 Akan (1990 FA) là một tiểu hành tinh vành đai chính được phát hiện ngày 16 tháng 3 năm 1990 bởi Masanori Matsuyama và Kazuro Watanabe ở Kushiro Observatory.